# برد هزار سوراخ

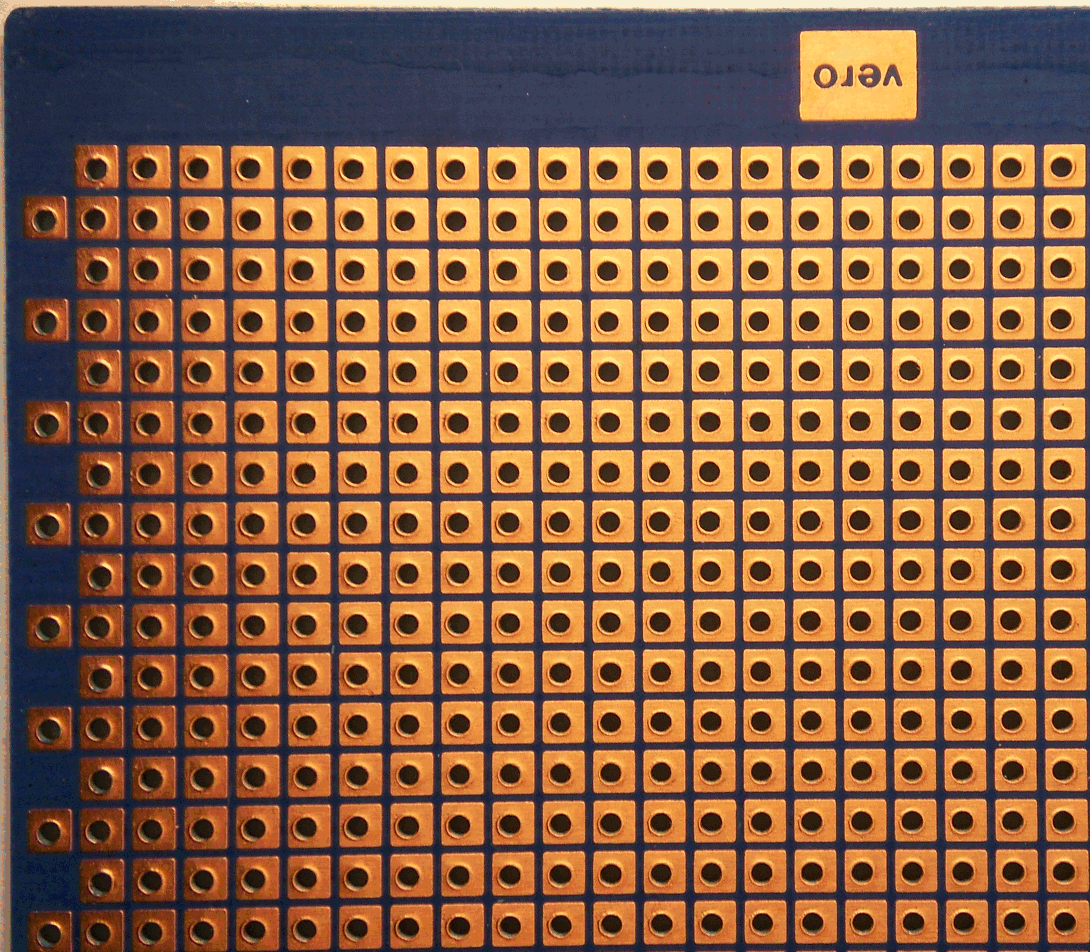
بالای یک بردهزارسوراخ پوشیده با مس با پَدهای لحیم‌کاری برای هر سوراخ.

بردهزارسوراخ لوازمی برای نمونه‌اولیه‌سازی مدارهای الکترونیکی است (که پی‌سی‌بی نقطه‌ای نیز نامیده می‌شود). این یک ورق نازک و سخت با سوراخ‌هایی است که از قبل در فواصل استاندارد در یک شبکه، معمولاً یک شبکه مربع با فاصله ۰٫۱ اینچ (۲٫۵۴ میلیمتر) سوراخ شده‌است. این سوراخ‌ها با پدهای مسی گرد یا مربعی احاطه‌شده‌اند، اگرچه بردهای لخت نیز موجود است. بردهزارسوراخ ارزان قیمت ممکن است تنها در یک طرف فیبر پَد داشته باشد، درحالی‌که بردهزارسوراخ با کیفیت بهتر می‌تواند در هر دو طرف پد (سوراخ‌های بین-صفحه) داشته باشد. از آنجایی که هر پد از نظر الکتریکی عایق‌شده‌است، سازنده تمام اتصالات را با سیم گردپیچ یا سیم‌کشی نقطه-به-نقطه مینیاتوری برقرار می‌کند. اجزای گسسته به برد نمونه‌اولیه مانند مقاومت‌ها، خازن‌ها و مدارهای مجتمع لحیم می‌شوند. زیرلایه معمولاً از کاغذ چندلایه‌شده با رزین فنولیک (مانند FR-2) یا چندلایه اپوکسی بازتقویت‌شده با فایبرگلاس (FR-4) ساخته شده‌است.
۰٫۱ اینچ (۲٫۵۴ میلیمتر) سامانه شبکه‌ای مدارهای مجتمع را در بسته‌های دیپ و بسیاری از انواع دیگر اجزایفناوری تمام-سوراخ را در خود جای می‌دهد. بردهزارسوراخ برای نمونه‌اولیه‌سازی قطعات نصب سطحی طراحی شده‌است.